# Cevane

Drei Cevane AD, BE und CF durch die drei Ecken A, B und C

Eine Cevane oder Ecktransversale ist eine Gerade oder Strecke, die einen Eckpunkt eines Dreiecks mit der gegenüberliegenden Seite oder ihrer Verlängerung verbindet. Cevanen sind von zentraler Bedeutung in der Dreiecksgeometrie und nach Giovanni Ceva benannt, der mit dem ebenfalls nach ihm benannten Satz von Ceva eine wichtige Aussage über sie bewies. Der Satz liefert ein Kriterium für die Existenz eines gemeinsamen Schnittpunkts von drei Cevanen durch die drei Eckpunkte eines Dreiecks. Spezielle Cevanen, die sich immer in einen gemeinsamen Punkt schneiden, sind die drei Höhen, die drei Seitenhalbierenden und die drei Winkelhalbierenden eines Dreiecks. Weitere wichtige Sätze über Cevane sind der Satz von Stewart und der Satz von Routh, der den Satz von Ceva erweitert.
Betrachtet man nur die Längen der Strecken von den Ecken zu den gegenüberliegenden Seiten so spricht man manchmal auch von Cevaschen Strecken.